# テオドール・ワイセンベルガー
テオドール・ヴァイセンベルガー（ドイツ語: Theodor Weissenberger, 1914年12月21日 - 1950年6月11日）は、第二次世界大戦時のドイツ空軍の軍人。最終階級は少佐(Major)。出撃回数375、撃墜数208機のエース・パイロットであり、騎士鉄十字勲章を受勲した。その戦果の多くはノルウェーやフィンランド、ロシア北部などの北方戦線であげられたものであったが、西部戦線でも33機を撃墜している。うち8機はメッサーシュミット Me262であげたものである。

## 入隊まで
1914年12月21日、ヴァイセンベルガーは植物園のオーナーの息子として、ドイツ帝国ヘッセン大公国のミュールハイム・アム・マインで生まれた。彼には空軍でパイロットとして働く兄のオットーがいた。1935年11月16日、ヴァイセンベルガーはドイツ航空協会のグライダーパイロットとして初飛行をした。1941年7月20日には645回目のグライダー飛行を記録し、累計の飛行時間は196時間46分であった。これらの飛行のほとんどはレーン山地やシレジア、バイエルンでグライダーのインストラクターとして記録されたものである。
1936年10月19日、ヴァイセンベルガーはデトモルトの第14飛行訓練隊の第2中隊(2./Flieger-Ersatz-Abteilung 14)に飛行訓練生としてドイツ空軍に入隊し、1940年12月1日に軍曹(Feldwebel)に昇進した。

## 第二次世界大戦
第二次世界大戦が始まってから2年が経過した1941年8月27日、ヴァイセンベルガーは前線部隊である第77戦闘航空団第I飛行隊に配属された。
1950年、ニュルブルクリンクで開催されたフォーミュラ2自動車レースの事故で死亡した。